# Spanish International 2022
Die Spanish International 2022 im Badminton fanden vom 12. bis zum 15. September 2022 in Blanca Dona auf Ibiza statt. Es war die 42. Auflage des Turniers.

## Sieger und Platzierte
| Disziplin    | Gold                    | Silber                        | Bronze                         |
| ------------ | ----------------------- | ----------------------------- | ------------------------------ |
| Herreneinzel | Victor Ørding Kauffmann | Christopher Vittoriani        | Amaury Lievre                  |
| Herreneinzel | Victor Ørding Kauffmann | Christopher Vittoriani        | Valentin Singer                |
| Dameneinzel  | Laura Fløj Thomsen      | Dounia Pelupessy              | Anna Bygum                     |
| Dameneinzel  | Laura Fløj Thomsen      | Dounia Pelupessy              | Anne Fuglsang                  |
| Herrendoppel | Noah Haase Alex Vlaar   | Joan Monroy Carlos Piris      | Jonas Kudsk Tobias Kudsk       |
| Herrendoppel | Noah Haase Alex Vlaar   | Joan Monroy Carlos Piris      | Francisco Olivares Jaume Perez |
| Damendoppel  | Lærke Hvid Emilia Nesic | Anne Fuglsang Frederikke Toft | Herveline Crespel Elsa Jacob   |
| Damendoppel  | Lærke Hvid Emilia Nesic | Anne Fuglsang Frederikke Toft | Aline Müller Caroline Racloz   |
| Mixed        | Jonty Russ Sian Kelly   | Enogat Roy Anna Tatranova     | Tom Lalot Trescarte Elsa Jacob |
| Mixed        | Jonty Russ Sian Kelly   | Enogat Roy Anna Tatranova     | Joan Monroy Ania Setien        |